# Запис Милошевић Данила крушка (Балајнац)
Запис Милошевић Данила крушка (Балајнац) се налази на парцели чији је власник Милошевић Данило.

## Локација
| Општина             | Деспотовац                                                                  |
| Катастарска општина | Балајнац                                                                    |
| Потес               | Репак                                                                       |
| Координате          | 44° 06′ 04″ С; 21° 22′ 21″ И / 44.101199999999999° С; 21.372599999999998° И |
| Надморска висина    | 227m                                                                        |

## Карактеристике
Дендрометријске вредности утврђене на терену и сателитским снимцима:
| Стабло                     | Крушка |
| Висина стабла              | m      |
| Обим дебла                 | m      |
| Пречник крошње             | 10m    |
| Пречник дебла              | m      |
| Висина дебла до прве гране | m      |

## База записа
Запис је у оквиру Викимедија пројекта "Запис - Свето дрво" заведен под редним бројем 0642.